# Антонович Данило Сидорович
Дани́ло Си́дорович Антоно́вич (Антонович-Будько; 10 (22) грудня 1889, Білопілля, Білопільська волость, Сумський повіт, Харківська губернія, Російська імперія — 8 лютого 1975, Харків, УРСР, СРСР) — український актор. Народний артист СРСР (1954). Народний артист Української РСР (1943). Член КПРС з 1944.

## Життєпис
Народився в місті Білопіллі Харківської губернії (зараз Сумська область). Сценічну діяльність почав у 1917 році в Національному зразковому театрі.
У 1919 р. закінчив Київський музично-драматичний інститут.
З 1919 — в Київському театрі ім. Шевченка.
З 1920 — в складі трупи «Кийдрамте», з якою 1922 вступає в театр «Березіль».
У 1923—26 працює в Москві в І-му Російському робітничому театрі. В той же час знімається в фільмах режисера Ейзенштейна «Страйк» і «Броненосець „Потьомкін“» (1925).
З 1926 постійно працює в Харкові в театрі «Березіль» (тепер театр ім. Шевченка).
З 1946 р. — викладач Харківського театрального інституту (з 1957 — професор). Серед учнів — Л. Тарабаринов, Л. Биков, С. Чибісова, А. Гаврющенко та ін.
Лауреат Сталінської премії (1948).
Пішов з життя 8 лютого 1975 року в Харкові.

## Ролі
Найвидатніші ролі Антоновича-Будька:
- Залізняк («Гайдамаки» за Т. Шевченком)
- Гнат Голий («Сава Чалий» І. Карпенка-Карого)
- Гайдай, Голота, Кривоніс, Берест («Загибель ескадри», «Правда», «Богдан Хмельницький», «Платон Кречет» О. Корнійчука)
- Ярослав («Ярослав Мудрий» І. Кочерги)
- Швиденко («Генерал Ватутін» Л. Дмитерка)
- Тихін («Гроза» О. Островського)
- Кошкін («Любов Ярова» К. Треньова)
- Отелло («Отелло» В.Шекспіра)
- Нещасливцев («Ліс» О. Островського).
- Креон («Цар Едіп» Софокла)

Ролі в кінофільмах:
- Робітник («Страйк», 1924)
- Матрос («Броненосець „Потьомкін“», 1925)
- Залізняк («Коліївщина», 1933)
- Прометей («Прометей», 1936)
- Стожар («Сім'я Стожарів», 1938).

## Твори
- Записки актора. — К., 1958.
- Спогади про Леся Курбаса. — К., 1969.

## Відзнаки і нагороди
- Народний артист Української РСР (1943),
- Сталінська премія (1948),
- Народний артист СРСР (1954).